# Bahnstrecke Olten–Solothurn
| Eine Re 6/6 im Jahr 2015 mit einem Güterzug in Hägendorf |                      |                                                         |                                                         |
| Streckennummer (BAV): | 410                  |                                                         |                                                         |
| Fahrplanfeld: | 410                  |                                                         |                                                         |
| Streckenlänge: | 34.35 km             |                                                         |                                                         |
| Spurweite: | 1435 mm (Normalspur) |                                                         |                                                         |
| Stromsystem: | 15 kV 16,7 Hz ~      |                                                         |                                                         |
| Maximale Neigung: | 13 ‰                 |                                                         |                                                         |
| |                      |                                                         |                                                         |
| \| \| \| SBB von Basel und von Aarau \| \| \| \| 39,3 \| Olten \| 396 m ü. M. \| \| \| \| SBB nach Bern via Aarburg und nach Luzern \| \| \| \| \| SBB nach Bern via Bornlinie \| \| \| \| \| Aare (135 m) \| \| \| \| 40,6 \| Olten Hammer \| 403 m ü. M. \| \| \| \| Dünnern (30 m) \| \| \| \| 43,0 \| Wangen bei Olten \| 417 m ü. M. \| \| \| 45,3 \| Hägendorf \| 428 m ü. M. \| \| \| \| Dünnern (50 m) \| \| \| \| 49,1 \| Egerkingen \| 435 m ü. M. \| \| \| 51,4 \| Oberbuchsiten \| 442 m ü. M. \| \| \| \| Dünnern (45 m) \| \| \| \| \| Langenthal-Jura-Bahn von Oensingen Schulhaus (bis 1928) \| \| \| \| \| OeBB von Balsthal \| \| \| \| 56,6 \| Oensingen \| 462 m ü. M. \| \| \| \| Kantonsgrenze BE-SO \| \| \| \| 58,6 \| Niederbipp \| 468 m ü. M. \| \| \| \| Dreischienengleis bis Oberbipp \| \| \| \| \| ASm nach Langenthal \| \| \| \| \| ASm nach Solothurn \| \| \| \| \| Aare (69 m) \| \| \| \| 64,3 \| Wangen an der Aare \| 423 m ü. M. \| \| \| \| Kantonsgrenze SO-BE \| \| \| \| 67,6 \| Deitingen \| 429 m ü. M. \| \| \| 70,4 \| Luterbach-Attisholz \| 430 m ü. M. \| \| \| \| Emme (80 m) \| \| \| \| \| SBB von Wanzwil (bis 2002 von Herzogenbuchsee) \| \| \| \| \| RBS von Bern \| \| \| \| 73,8 \| Solothurn \| 432 m ü. M. \| \| \| \| ASm nach Niederbipp \| \| \| \| \| BLS nach Moutier und SBB nach Biel/Bienne \| \| \| \| \| SBB nach Busswil und BLS nach Burgdorf \| \| |                      |                                                         |                                                         |
| Abzweig geradeaus und von rechts |                      | SBB von Basel und von Aarau                             | SBB von Basel und von Aarau                             |
| Bahnhof | 39,3                 | Olten                                                   | 396 m ü. M.                                             |
| Abzweig geradeaus und nach links |                      | SBB nach Bern via Aarburg und nach Luzern               | SBB nach Bern via Aarburg und nach Luzern               |
| Abzweig geradeaus und nach links |                      | SBB nach Bern via Bornlinie                             | SBB nach Bern via Bornlinie                             |
| Brücke über Wasserlauf |                      | Aare (135 m)                                            | Aare (135 m)                                            |
| Bahnhof | 40,6                 | Olten Hammer                                            | 403 m ü. M.                                             |
| Brücke über Wasserlauf |                      | Dünnern (30 m)                                          | Dünnern (30 m)                                          |
| Bahnhof | 43,0                 | Wangen bei Olten                                        | 417 m ü. M.                                             |
| Bahnhof | 45,3                 | Hägendorf                                               | 428 m ü. M.                                             |
| Brücke über Wasserlauf |                      | Dünnern (50 m)                                          | Dünnern (50 m)                                          |
| Bahnhof | 49,1                 | Egerkingen                                              | 435 m ü. M.                                             |
| Bahnhof | 51,4                 | Oberbuchsiten                                           | 442 m ü. M.                                             |
| Brücke über Wasserlauf |                      | Dünnern (45 m)                                          | Dünnern (45 m)                                          |
| Strecke von rechts (außer Betrieb) · Strecke |                      | Langenthal-Jura-Bahn von Oensingen Schulhaus (bis 1928) | Langenthal-Jura-Bahn von Oensingen Schulhaus (bis 1928) |
| Kreuzung (Strecke geradeaus außer Betrieb) · Abzweig geradeaus und von rechts |                      | OeBB von Balsthal                                       | OeBB von Balsthal                                       |
| Kopfbahnhof Strecke bis hier außer Betrieb · Bahnhof | 56,6                 | Oensingen                                               | 462 m ü. M.                                             |
| Grenze · Grenze |                      | Kantonsgrenze BE-SO                                     | Kantonsgrenze BE-SO                                     |
| Bahnhof · Bahnhof | 58,6                 | Niederbipp                                              | 468 m ü. M.                                             |
| Abzweig geradeaus und von links · Abzweig geradeaus und nach rechts |                      | Dreischienengleis bis Oberbipp                          | Dreischienengleis bis Oberbipp                          |
| Abzweig geradeaus und nach links · Kreuzung geradeaus oben |                      | ASm nach Langenthal                                     | ASm nach Langenthal                                     |
| Strecke nach rechts · Strecke |                      | ASm nach Solothurn                                      | ASm nach Solothurn                                      |
| Brücke über Wasserlauf |                      | Aare (69 m)                                             | Aare (69 m)                                             |
| Bahnhof | 64,3                 | Wangen an der Aare                                      | 423 m ü. M.                                             |
| Grenze |                      | Kantonsgrenze SO-BE                                     | Kantonsgrenze SO-BE                                     |
| Bahnhof | 67,6                 | Deitingen                                               | 429 m ü. M.                                             |
| Bahnhof | 70,4                 | Luterbach-Attisholz                                     | 430 m ü. M.                                             |
| Brücke über Wasserlauf |                      | Emme (80 m)                                             | Emme (80 m)                                             |
| Abzweig geradeaus und von links |                      | SBB von Wanzwil (bis 2002 von Herzogenbuchsee)          | SBB von Wanzwil (bis 2002 von Herzogenbuchsee)          |
| Strecke · Strecke von links |                      | RBS von Bern                                            | RBS von Bern                                            |
| Kopfbahnhof Streckenanfang · Bahnhof · Kopfbahnhof Streckenende | 73,8                 | Solothurn                                               | 432 m ü. M.                                             |
| Strecke nach rechts · Strecke |                      | ASm nach Niederbipp                                     | ASm nach Niederbipp                                     |
| Abzweig quer und von links · Abzweig geradeaus und nach rechts |                      | BLS nach Moutier und SBB nach Biel/Bienne               | BLS nach Moutier und SBB nach Biel/Bienne               |
| Abzweig geradeaus und nach links |                      | SBB nach Busswil und BLS nach Burgdorf                  | SBB nach Busswil und BLS nach Burgdorf                  |

Die Bahnstrecke Olten–Solothurn, auch Gäubahn genannt, verbindet die schweizerischen Städte Olten und Solothurn im Kanton Solothurn und führt im mittleren Abschnitt auch durch den Kanton Bern. Sie wurde durch die Schweizerische Centralbahn (SCB) gebaut und am 4. Dezember 1876 eröffnet. Ihren Namen erhielt sie vom solothurnischen Bezirk Gäu, den sie durchquert.
Gelegentlich wird auch die gleichzeitig eröffnete Strecke Solothurn–Busswil–(Lyss) dazugezählt, was allerdings unpassend ist, da diese eher als Verlängerung der Broyelinie Palézieux–Lyss zu betrachten ist.
Die Gäubahn befindet sich seit 1902 im Besitz der Schweizerischen Bundesbahnen (SBB) und gilt als Teil der Jurasüdfusslinie.

## Geschichte

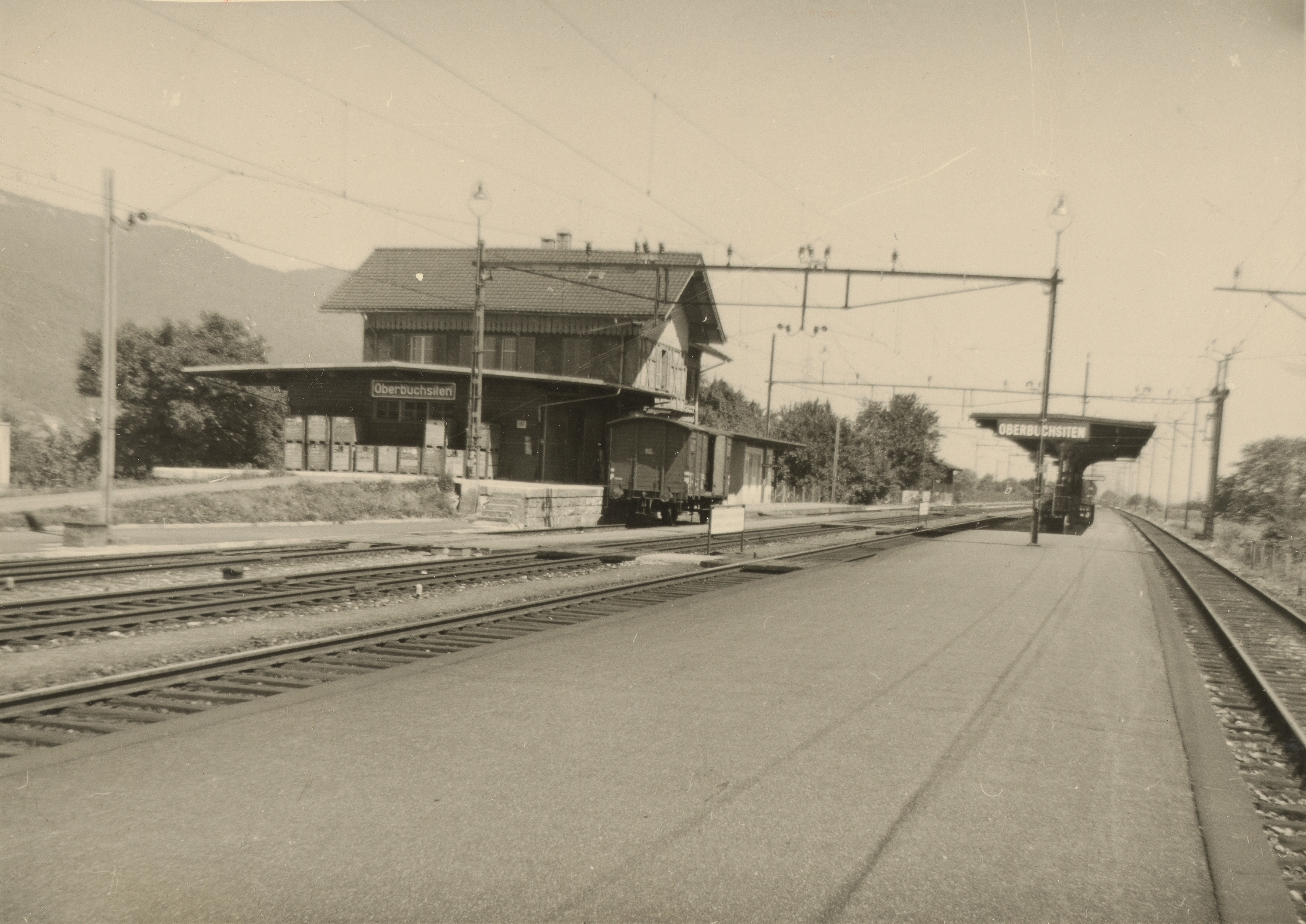
Um etwa 1960 war Oberbuchsiten eine beschauliche Landstation.

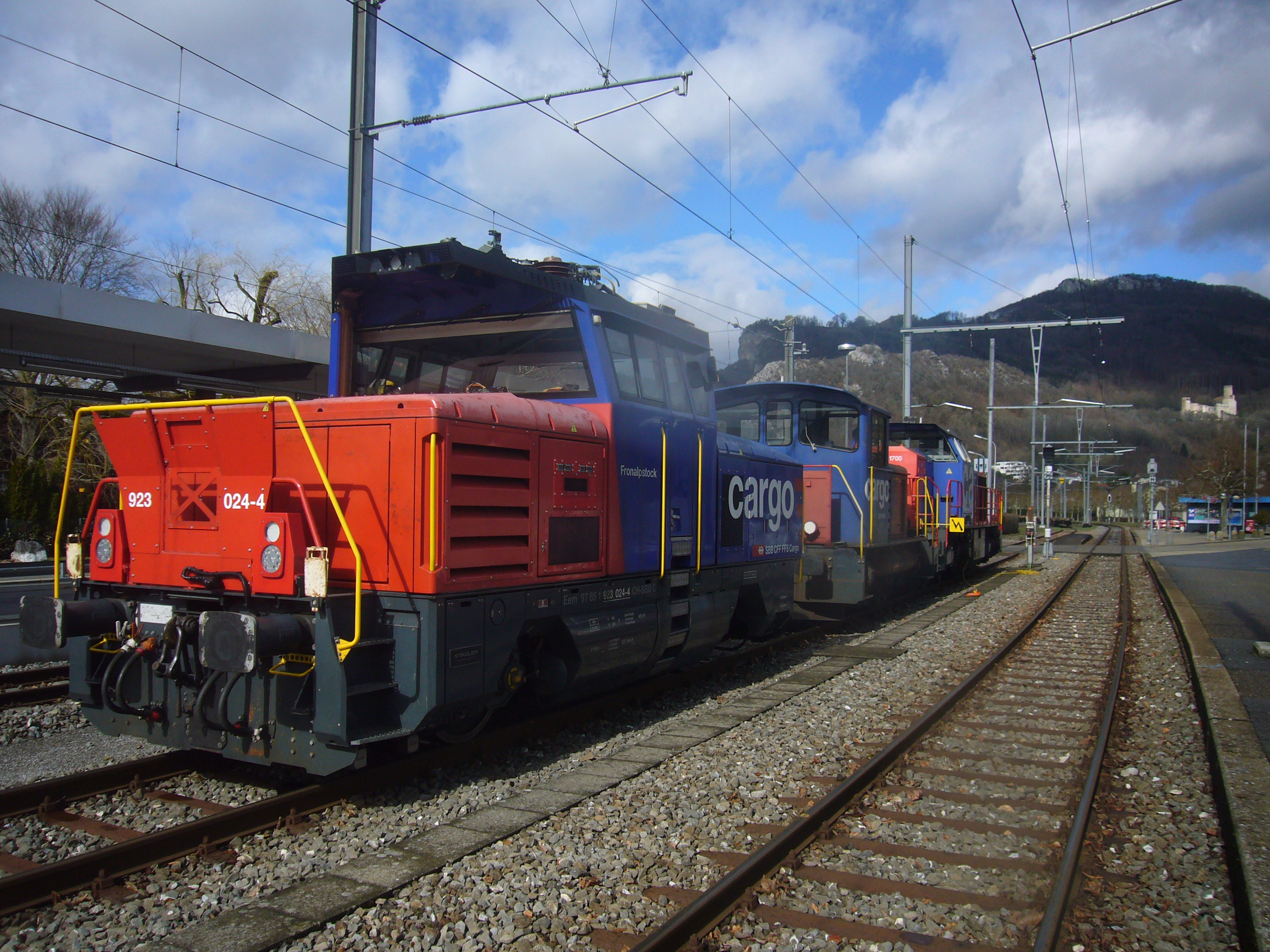
Der Güterverkehr hat eine grosse Bedeutung bei der Gäubahn. Drei Rangierlokomotiven im Bahnhof Oensingen

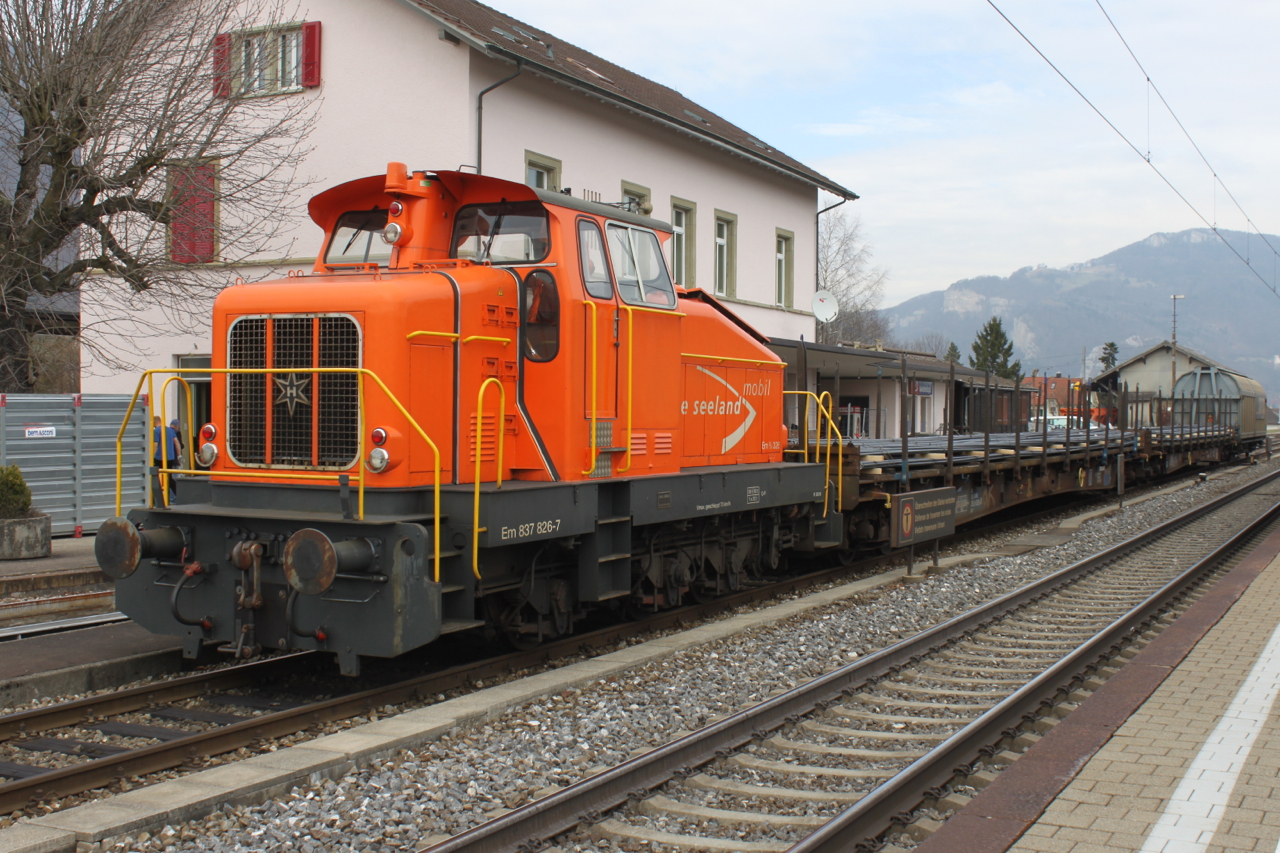
Die Normalspurlokomotive Em 837 826-7 erledigt in Niederbipp für die ASm den Güterverkehr.

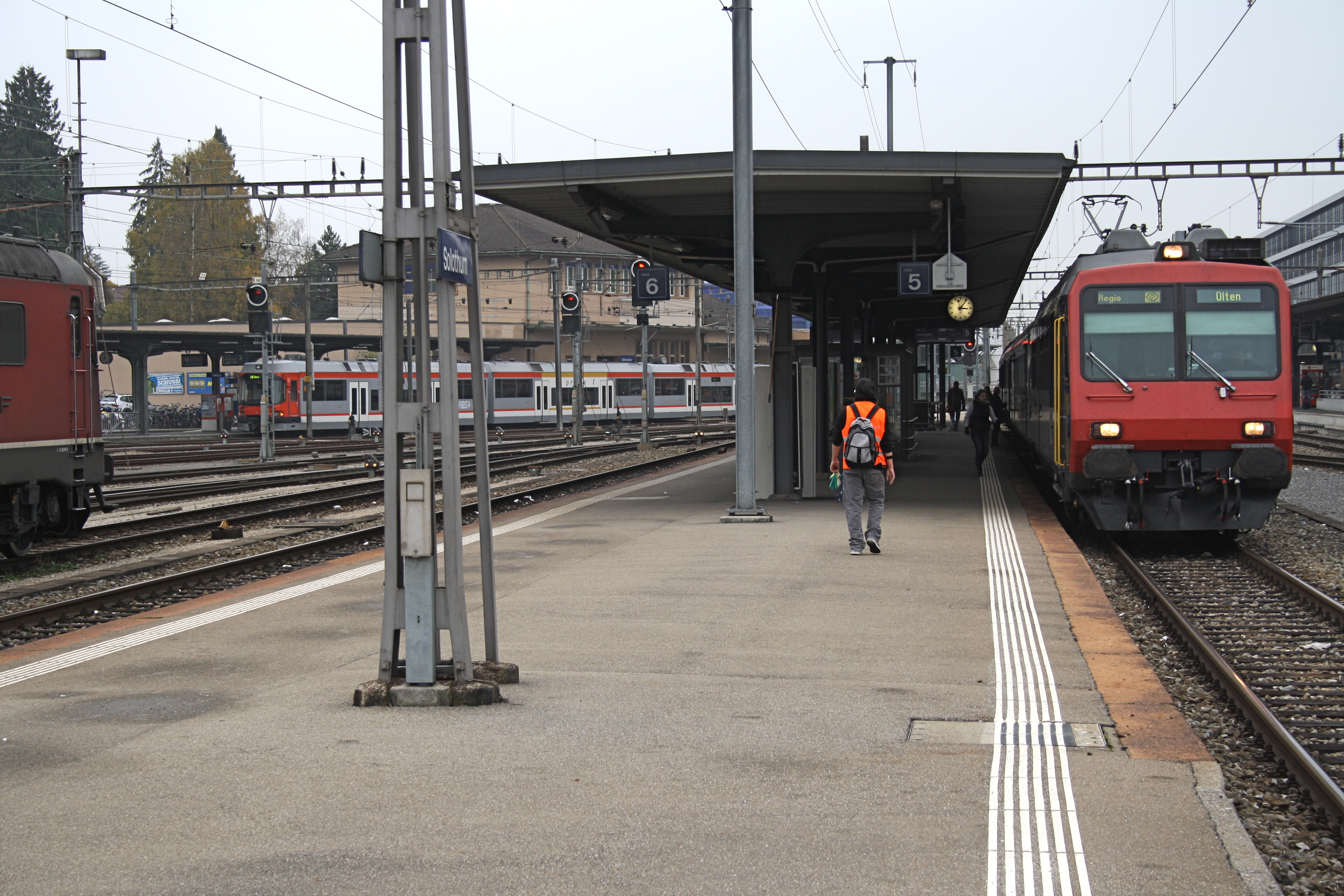
Bahnhof Solothurn, hinten links ein Zug am Bahnsteig des Regionalverkehrs Bern–Solothurn (RBS), Aufnahme 2009

Die neue Strecke verband den zweiten, 1876 eröffneten Bahnhof Neu-Solothurn mit dem Eisenbahnknoten des Bahnhofs Olten auf direktem Weg, nachdem seit 1857 nur die indirekte Verbindung über Herzogenbuchsee bestanden hatte. Hierzu musste zwischen Wangen an der Aare und Niederbipp ein Höhenunterschied von gut 40 Metern vom Aaretal in das von der Dünnern durchflossene Gäu überwunden werden, was eine kurvenreiche Streckenführung nötig machte. Eine Linienführung ab Wangen an der Aare entlang der Aare weiter in Richtung Olten hätte dazu geführt, dass man bei Murgenthal auf die alte, von Herzogenbuchsee herkommende Strecke gestossen wäre und die Ortschaften im Gäu und im Bezirk Thal mit der wichtigen Eisenindustrie weiterhin nicht mit einer Bahnlinie erschlossen gewesen wären.
Die erste Konzession für den Bau einer Bahnlinie durch das Gäu wurde der SCB schon am 13. November 1845 erteilt, erlosch allerdings ohne dass der Bau begonnen hätte. Im November 1850 erhielt die Compagnie du chemin de fer de l’Ouest (Westbahn) eine Konzession, die Stadt Solothurn am linken Aareufer mit Olten und mit Aarau auf dem rechten Aareufer durch eine Bahnstrecke zu verbinden. Die SCB, die bereits eine andere Strecke in Planung hatte, trat sogleich mit der Westbahn in Verhandlungen. Die Westbahn verzichtete am 5. Dezember 1850 auf die Konzession, allerdings nur unter der Bedingung, dass die SCB auf Verlangen des Kantons Solothurn als Ersatz die Strecke Solothurn-Herzogenbuchsee zu bauen habe und innerhalb von zwei Jahren – wenn vom Kanton gewünscht – auch die Strecke Solothurn–Biel, um den Anschluss an ihre geplanten Strecken zu schaffen. In der Folge sprach die SCB erneut mit dem Kanton Solothurn über mögliche Streckenführungen. Das führte zur solothurnischen Konzession für den Bau der Hauensteinlinie von Basel nach Olten, der Linie Olten–Herzogenbuchsee–Bern und der Bahnstrecke Herzogenbuchsee–Solothurn–Biel.
Im Hinblick auf den Bau der Linie bildete sich Mitte 1870 das interkantonale Gäubahnkomitee, das die Bahn anfänglich von der Schweizerischen Nationalbahn (SNB) bauen lassen wollte. Dies hätte eine Streckenführung ohne gemeinsamen Verlauf mit der SCB zur Folge gehabt. Die Kantone Solothurn und Bern vergaben die Konzession schliesslich doch an die SCB, da die Nationalbahn schon mit ihrem Projekt im Broyetal gescheitert war. Allerdings war von Solothurner Seite eine Klausel eingefügt worden: So hätte die SCB eigentlich auch die Wasserfallenbahn und die Bahnstrecke Solothurn–Schönbühl bauen sollen. Die Bahngesellschaft trat zwar auf diese Pläne ein, kam aber ihren Verpflichtungen beim Bau der beiden anderen Strecken nicht nach, was zu einem langwierigen Gerichtsverfahren führte.
Die Gäubahn sollte an ihrem östlichen Endpunkt gemäss der ersten Planung in einer Schleife um die Stadt Olten herum in den Bahnhof Olten geführt werden. Dadurch hätte sie wie die Hauensteinlinie das Bahnhofareal von Norden her erreicht und die Stadt hätte einen zweiten Bahnhof im Nordwesten erhalten. Doch die SCB wünschte der einfacheren Betriebsführung wegen (denn die Züge aus Solothurn in Richtung Aarau hätten sonst in Olten wenden müssen) die Südeinführung nach Olten. Die SCB konnte dieses Konzept durchsetzen, wurde aber im Gegenzug dazu verpflichtet, vor dem Bahnhofsgebäude eine Strassenbrücke über die Aare zu erstellen. Für den zusätzlichen Zugsverkehr der Gäubahnlinie musste die bisher viergleisige Bahnhofanlage erweitert werden. Dies geschah durch den Bau zusätzlicher Gleise nordwestlich des Bahnhofgebäudes, auf dem früheren Bahnhofplatz, wodurch der Bahnhof seine heutige Insellage erhielt.
Zwei weitere bahnfremde Bauten hatte der Konzessionsnehmer zu erstellen: eine Fahrbrücke über die Aare mit 18 Fuss (4,8 Meter) Breite zwischen Flumenthal und Attisholz (diese Brücke ging in das Eigentum des Kantons Solothurn über) sowie einen Fussgängersteg bei der Gäubahnbrücke in Olten.
Die neue Strecke war anfänglich nur einspurig gebaut; die SCB hatte jedoch bereits das Land für einen doppelspurigen Ausbau erworben. Die gesamten Baukosten wurden anfänglich mit 12 Millionen veranschlagt. Der Kostenvoranschlag konnte allerdings nicht eingehalten werden, die Endabrechnung wies 15 Millionen Franken an Baukosten aus.

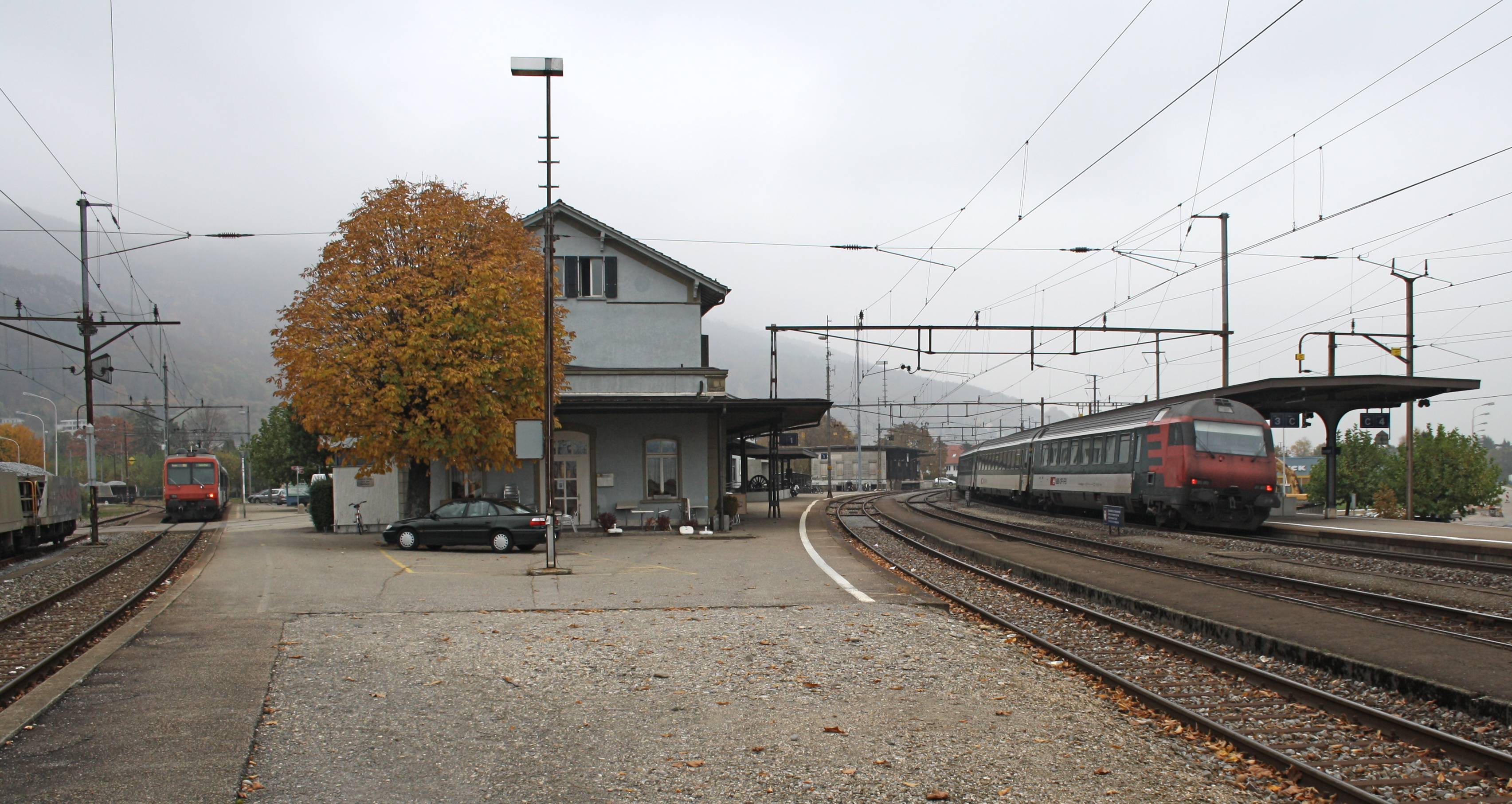
Keilbahnhof Oensingen im Jahr 2009. Links das Gleis der ÖBB, rechts diejenigen der SBB

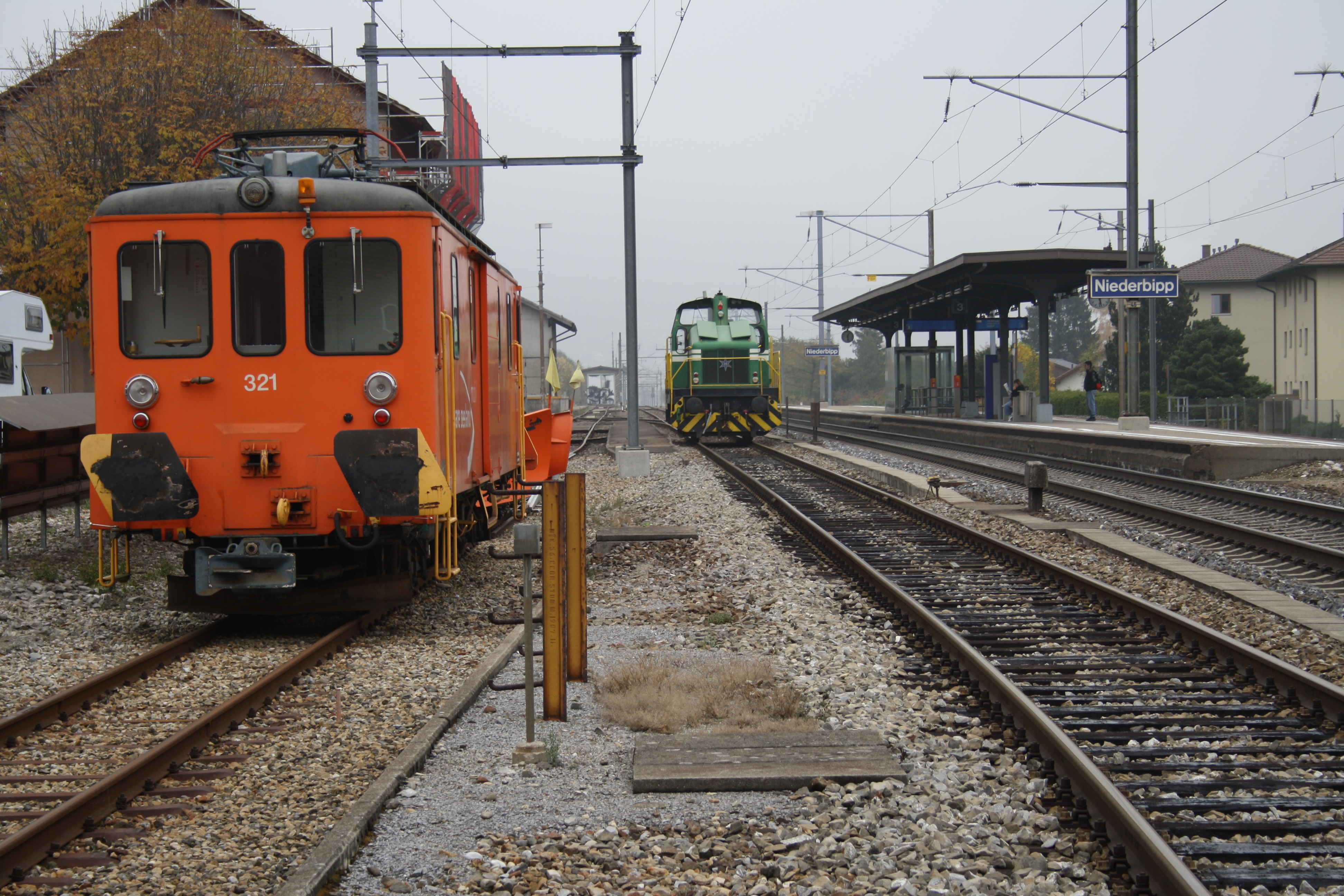
Bahnhof Niederbipp. Rechts die Gleise der SBB, links ein Triebwagen der schmalspurigen Solothurn-Niederbipp-Bahn (SNB), der mit Normalspurpuffern für den Dreischienenverkehr ausgestattet ist. Aufnahme 2009

Auf der Gäubahnstrecke wurde am 23. Dezember 1927 die elektrische Zugförderung eingeführt. Der Ausbau zur doppelspurigen Strecke erfolgte in der Zeit von 1950 bis 1996:
| Datum             | Abschnitt                       | km          |
| ----------------- | ------------------------------- | ----------- |
| 28. August 1950   | Oberbuchsiten – Oensingen       | 51,4 – 56,6 |
| 5. Dezember 1950  | Egerkingen – Oberbuchsiten      | 49,1 – 51,4 |
| 20. Mai 1951      | Hägendorf – Egerkingen          | 45,3 – 49,1 |
| 20. Oktober 1951  | Wangen bei Olten – Hägendorf    | 43,0 – 45,3 |
| 14. Mai 1952      | Olten Hammer – Wangen bei Olten | 40,6 – 43,0 |
| 7. Januar 1954    | Luterbach-Attisholz – Solothurn | 70,4 – 73,8 |
| 29. Mai 1954      | Deitingen – Luterbach-Attisholz | 67,6 – 70,4 |
| 13. Dezember 1954 | Wangen an der Aare – Deitingen  | 64,3 – 67,6 |
| 13. Dezember 1955 | Niederbipp – Wangen an der Aare | 58,6 – 64,3 |
| 22. Mai 1956      | Oensingen – Niederbipp          | 56,6 – 58,6 |
| 29. Oktober 1996  | Olten – Olten Hammer            | 39,3 – 40,6 |

Der Bahnhof Oensingen war seit der Eröffnung der Oensingen-Balsthal-Bahn im Jahr 1899 ein Keilbahnhof. Von 1907 bis 1928 und wieder seit 2012 führt ein Schmalspurgleis von Niederbipp nach Oensingen.
Der Bahnhof Niederbipp ist seit 1907 ein Berührungsbahnhof, da in diesem Jahr die schmalspurige Langenthal-Jura-Bahn eröffnet wurde. Hier endet seit 1918 auch die Solothurn-Niederbipp-Bahn. Diese beiden Bahnen gehören beide seit 1999 zu der Aare Seeland mobil. Von Niederbipp nach Oberbipp führt wegen des Rangierverkehrs zum Industrieareal und Tanklager bei Oberbipp ein Dreischienengleis.
Für die Gäubahn beginnt die Kilometerzählung in Basel. Der Netznullpunkt in Olten galt noch vor der Umstellung vom Längenmass Wegstunden auf Kilometer im Jahr 1877. Der Nullpunktstein ist im Bahnhof Olten beim Gleis 12 als Denkmal hinter einer Schutzscheibe zu sehen.

## Betriebliches

### Einordnung
Die Gäubahnlinie ist im Schweizerischen Kursbuch unter dem Fahrplanfeld 410 aufgeführt.

### Zugverkehr

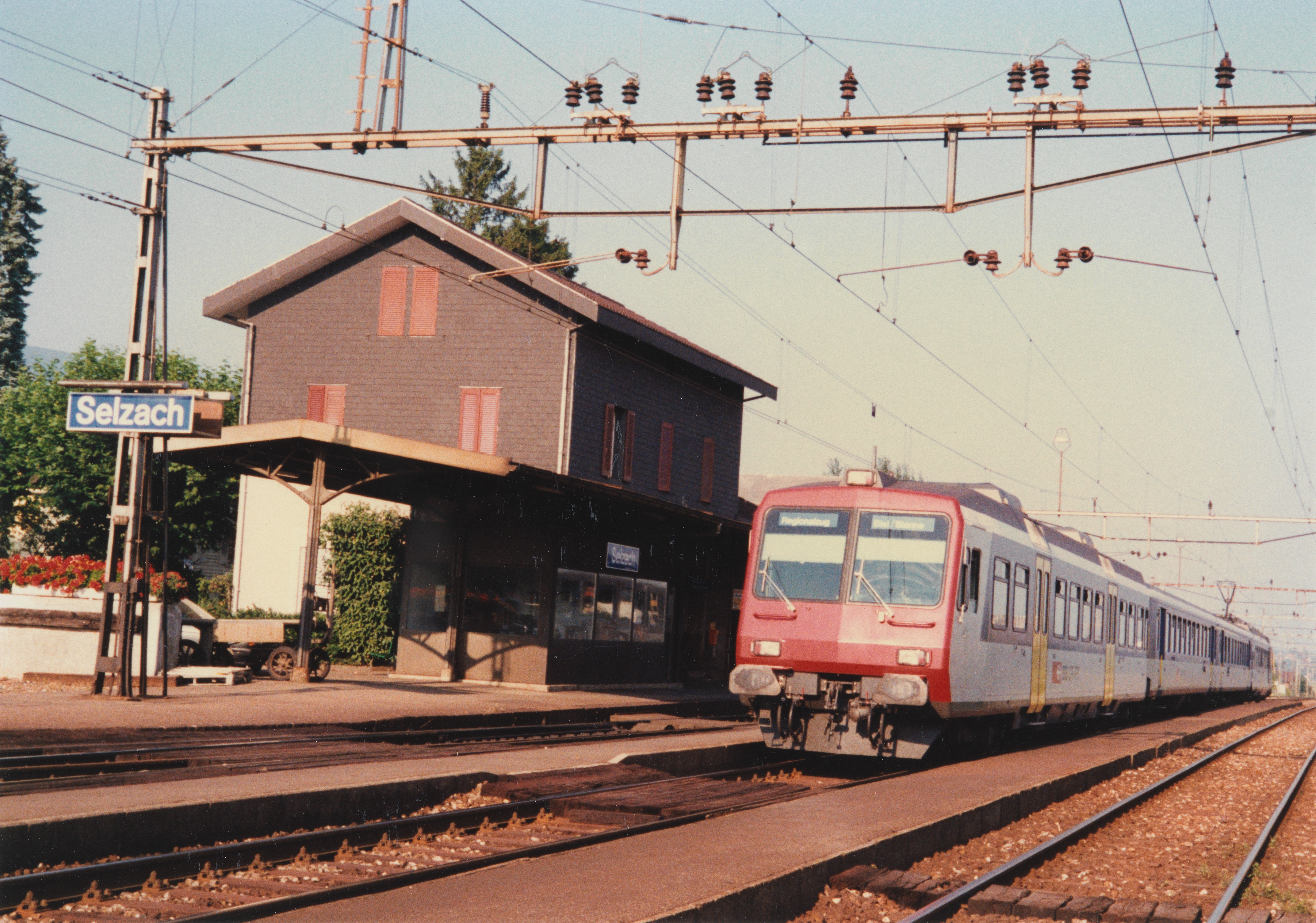
NPZ-Regionalzug im Jahr 1991 in Selzach

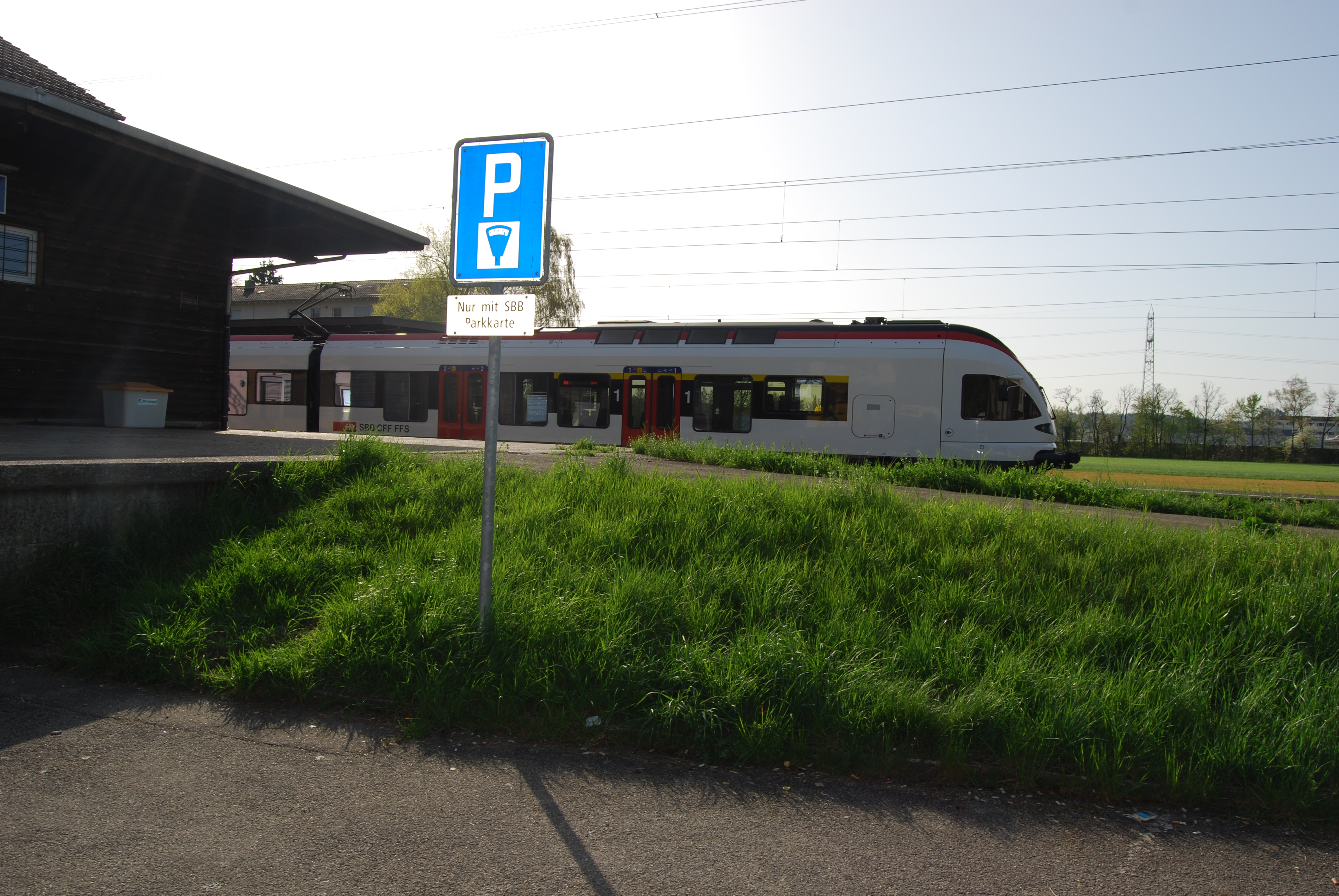
Regionalzug in Oberbuchsiten, 2011

Auf der Strecke verkehrt ein stündlicher InterCity 5 mit ICN-Triebzügen von Lausanne nach Zürich HB und zweistündlich weiter nach St. Gallen, welcher in Solothurn, Oensingen und Olten hält. Die ebenfalls stündlich verkehrenden InterCity 5 zwischen Genf und St. Gallen verkehren zwischen Solothurn und Olten nicht über die Gäubahn, sondern über die Ausbaustrecke Solothurn–Wanzwil.
Weiterhin verkehren Regio-Züge in einem alternierenden 25/35-Minuten-Takt. Sie halten an allen Stationen. Der stündliche Regio ist bis Biel durchgebunden, die halbstündlichen werden teilweise über Solothurn West nach Langendorf oder Lommiswil, sonntags sogar nach Oberdorf an der Bahnstrecke Solothurn–Moutier durchgebunden.
Auf der Strecke fahren viele Güterzüge, denn sie ist die Hauptachse der Ferngüterzüge zwischen dem Rangierbahnhof Limmattal und Lausanne Triage und als Hauptzufahrtsachse zum Lötschberg auch als SIM (Simplon-Inter-Modal)-Trasse ausgebaut. Dazu kommt, dass sich im Gäu einige Industrie- und Logistikbetriebe angesiedelt haben, die einen eigenen rege genutzten Schienenanschluss haben. So betreibt die Schweizerische Post in Härkingen sowohl ein Paket- als auch ein Briefpostverteilzentrum, die mit den anderen Verteilzentren auf der Schiene verbunden sind. In Hägendorf befindet sich das SBB-Bahntechnikcenter Hägendorf, das aus der früheren Oberbauwerkstätte hervorgegangen ist, welches einen grossen Teil seiner Transporte auf der Schiene durchführt.
Bis Ende 2015 wurde die Strecke von den stündlich verkehrenden IR Biel/Bienne – Konstanz mit EW IV-Wagen bedient. Gelegentlich wurden auch ICN-Triebzüge eingesetzt.

### Entwicklung der Fahrzeiten
- Kollaudationsfahrt 1876: schnelle Rückfahrt von Olten nach Solothurn mit nur einem Halt; 65 Minuten.
- Schnellzug 1976: mit nur einem Halt (Oensingen); 24 Minuten
- ICN 2008: mit nur einem Halt in Oensingen; 23 Minuten (über Ausbaustrecke, also nicht über die Gäubahn, nonstop Olten-Solothurn 16 Minuten)